# Hapagfly
Hapagfly (voormalige naam: Hapag-Lloyd Flug) was een Duitse luchtvaartmaatschappij gevestigd in Hannover, Nedersaksen. Ze voerde zowel lijn- als passagiersvluchten uit, voornamelijk naar vakantiebestemmingen.
Hapagfly is een onderdeel van de grootste vakantievloot van Europa: samen met zes andere luchtvaartmaatschappijen behoort ze tot de TUIfly alliantie, dat een onderdeel is van de TUI Group, de grootste toerismegroep in Europa. TUIfly groepeert Hapagfly, ArkeFly (Nederland), Jetairfly (België), Corsair International (Frankrijk), HLX.com (Duitsland), Thomsonfly (Verenigd Koninkrijk) en TUIfly Nordic (Zweden) met een vloot van meer dan honderd toestellen.
De basis van waaruit ze opereert is Hannover/Langenhagen International Airport en Nürnberg Airport en Stuttgart Airport als secundaire hubs, maar ze vervoert passagiers vanuit 23 Duitse luchthavens naar hun bestemming waartoe het Middellandse Zeegebied, de Canarische Eilanden, Noord-Afrika, het Rode Zeegebied en de Caraïben.

## Geschiedenis
Het oorspronkelijke HAPAG (Hamburg-Amerikanische Packetfahrt-Actien-Gesellschaft), een scheepvaartbedrijf werd voor het eerst betrokken in de luchtvaartindustrie in 1910, bij de sponsoring van Zeppelin vluchten.
In 1970 ging het bedrijf door een fusie met de concurrent Norddeutscher Lloyd over in Hapag-Lloyd
Hapag-Lloyd Flug werd opgericht in 1972 toen de Hapag-Lloyd shipping group enkele Boeing 727 aanschafte om zijn klanten van zijn cruiseschepen van Duitsland naar de zeehavens van vertrek te transporteren. Het startte met zijn vluchten op 30 maart 1973. Doorheen de jaren werden lijnvluchten toegevoegd aan het vluchtschema en nieuwe toestellen, zoals de Boeing 737 en Airbus. Sinds 1997 is het een onderdeel geworden van de TUI Groep die ook Hapag-Lloyd cargo container en cruiseschepen bezit.
In 2002 werd de maatschappij een zusterbedrijf rijker, Hapag-Lloyd Express, een low-cost maatschappij die vluchten doorheen Europa doet.
In november 2005 wordt de naam herdoopt in Hapagfly ten gevolge van de nieuwe marketingstrategie van de groep die al zijn luchtvaartactiviteiten wil onderbrengen onder dezelfde merknaam: TUIfly. Zo vormt ze onderdeel van de grootste vakantievloot van Europa. Als resultaat worden alle maatschappijen onder TUIfly hernoemd, waarbij de naam van de belangrijkste touroperator waarvoor ze vliegen of de naam die het meest bekend is op de lokale markt wordt gebruikt. Al de maatschappijen met uitzondering van HLX.com krijgen de extensie -fly achter hun naam en zijn herkenbaar aan de lichtblauwe romp en het rode TUI logo op de staart.

### Fusie
Per 2007 worden Hapagfly en HLX samengevoegd tot de merknaam TUIfly. De namen Hapagfly en HLX.com verdwijnen dus van de toestellen. De rechtspersonen (bedrijven) Hapag Lloyd Express GmbH (HLX.com) en Hapag Lloyd Flug GmbH (Hapagfly) blijven nog wel bestaan, maar werken beiden onder dezelfde merknaam. Opvallend is dat bij de nieuw ontstane maatschappij de toestellen worden opgespoten in de gele HLX-kleur, met wel het TUI logo. Er wordt dus niet gekozen voor de blauwe algemene kleur.
Om reclame te maken voor de Hapag Lloyd Cruises, worden 2 toestellen in 2009 in de oude Hapag Lloyd-kleurstelling (oranje-blauw) omgespoten. Deze vliegen nog steeds in deze kleur.

## Vloot
In mei 2006:
- 32 Boeing 737-800

Hapagfly heeft de intentie om volledig over te schakelen op Boeing in het tweede deel van 2006.